# Affinitás (média)
Az affinitás egy médiamutató, melynek értéke azt mutatja meg, hogy egy kiválasztott médiumot/műsort adott időszakban a célcsoportunk milyen mértékben fogyaszt egy másik célcsoporthoz képest. Minél inkább az átlag felett van ez a szám, annál nagyobb a célcsoport affinitása, azaz annál jobb a célcsoport elérése az adott médiumnál. Például a 126-os affinitás azt jelenti hogy a 15-34 év közötti célcsoport a 15+-os alapcélcsoporthoz képest 26%-kal affinisabb az adott médium esetében, tehát, a 15-34 év közötti célcsoportot 26%-kal jobban eléri a médium, mint a 15+ alapcélcsoportot. Minél magasabb az affinitás, annál kisebb a holtszórás.